# Joan Baptista Claret i Llobet
Joan Baptista Claret i Llobet (Cardona, 1903 - Barcelona, 1984) fou un polític català.

## Biografia
De ben jove es traslladà a Manresa i aviat destacà com un intel·lectual catalanista i socialista. Exercí de periodista com a redactor a El Pla de Bages i, més tard dirigí L'Om i el diari El Dia. Participà de manera activa del moment cultural de l'època. Juntament amb Vicenç Prat va posar en marxa una biblioteca circulant al local de l'Orfeó Manresà.
En el pla polític va ser fundador i secretari general de la delegació a Manresa de laUnió Socialista de Catalunya.
El desembre de 1931 passà a ser secretari particular de Lluís Prunés durant la seva etapa d'alcalde de Manresa i, després, de governador civil de Girona (desembre 1932- setembre 1934). Després Claret deixà la política i anà a Barcelona, on treballà com a tècnic en diversos departaments de la Generalitat (Comissaria General d'Ordre Públic, Oficina dels Serveis de Turisme del departament d'Obres Públiques, Governació i Assistència Social...). També treballà a les oficines dels Laboratoris Esteve.
A més d'un escriptor distingit, fou un bon conferenciant. Home d'una extensa cultura, amb un gran coneixement de la política mundial, demostrà tenir una gran preocupació per la societat del seu temps i denuncià els greus perills que podia comportar el feixisme.
Després de la Guerra Civil, Joan Baptista Claret no s'exilià i va ser detingut i empresonat per les autoritats franquistes. L'1 d'octubre de 1939, la seva esposa havia de suplicar al jutge la seva llibertat "para que pueda restituirse a la vida de trabajo y cuidar honradamente del sostén de sus dos hijos que se hallan en el mayor desamparo y desconsuelo". Sortosament, els avals de persones d'ideologia dretana a qui Claret havia protegit durant la guerra, devien ajudar a millorar la seva difícil situació personal.
Un escrit de Joan B. Claret, del 1980, en què renunciava a respondre a un qüestionari sobre l'època de la República, palesa l'estat d'ànim i l'actitud d'una part dels membres d'aquella generació: "... des de fa molts anys -exactament després d'acabada la Gran Guerra, quan tots els vencedors ens van deixar un Franco per tota la seva porca i llarga vida- vaig prendre la decisió de no tenir cap paper, per insignificant que fos, en la vida política i social del nostre país. És clar que aquest propòsit l'he mantingut fàcilment, donada l'escassa importància de la meva persona, però també l'he mantingut malgrat requeriments que, com el vostre, m'han estat fets altres vegades".